# Lenôtre
Pour les articles homonymes, voir Lenôtre (homonymie).
Lenôtre est une entreprise française fondée en 1957 par le pâtissier Gaston Lenôtre spécialisée dans les domaines de la gastronomie, de la pâtisserie et de la chocolaterie. Les activités de la Maison Lenôtre sont structurées autour de l'événementiel (Entreprises et Particuliers), des boutiques et d'une école professionnelle. En 2019, la Maison Lenôtre possède 11 points de vente.
Avec 450 chefs, dont cinq Meilleurs ouvriers de France en 2019, l'atelier Lenôtre accueille à ce jour la plus grosse brigade de France.
L'entreprise est membre du Comité Colbert depuis 2001, parmi les maisons françaises représentantes du luxe en France et à l'étranger.
Elle s'est également vue décerner le label Entreprise du patrimoine vivant, distinguant les entreprises françaises aux savoir-faire artisanaux et industriels d'excellence.

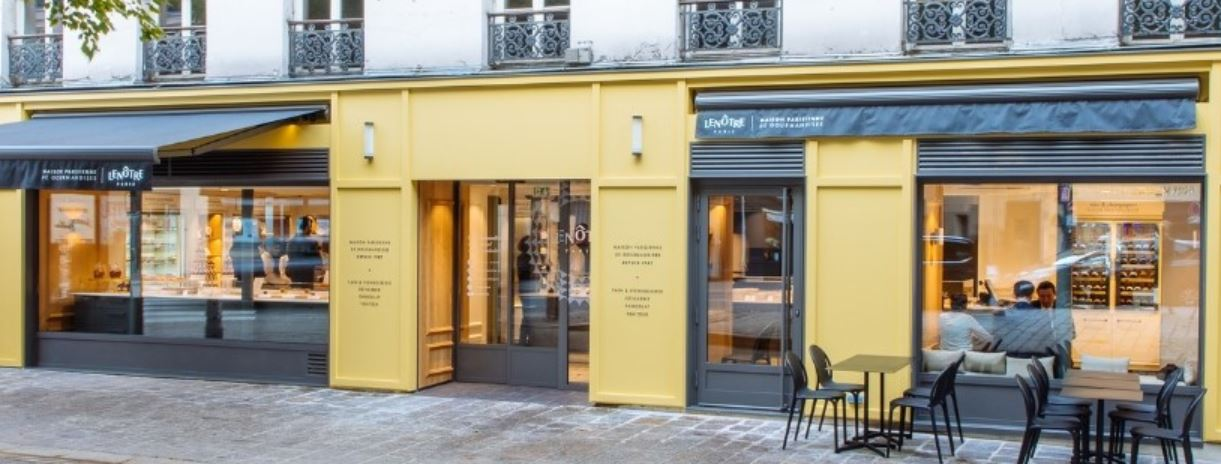
Boutique Lenôtre 10 Rue Saint-Antoine, 75004 Paris

## Histoire
En 1947, Gaston Lenôtre ouvre une pâtisserie rue Gambetta à Pont-Audemer, dans le département de l'Eure. 
En 1957, il ouvre sa première boutique à Paris, rue d'Auteuil.
En 1971, l'entreprise ouvre une école professionnelle à Plaisir.
En 1976, Lenôtre prend la concession du Pré Catelan. Le Chef Frédéric Anton y obtiendra trois étoiles au Guide Michelin en 2007.
En 1985, le groupe Accor entre dans le capital de Lenôtre, et devient actionnaire majoritaire en 1992.
En 1987, Lenôtre fait son entrée au sein du Comité Colbert. À la fin des années 1980 Lenôtre s'étend à l'international au Japon (en partenariat avec les grands magasins Seibu), en RFA et à partir de janvier 1991 à Hong-Kong.
En 2000, Olivier Poussier, chef sommelier de la Maison Lenôtre depuis 1988, remporte le titre de Meilleur Sommelier du Monde.
En 2004, Guy Krenzer, double Meilleur Ouvrier de France (charcutier traiteur et cuisine), devient directeur de la création et chef exécutif. En mai 2005, Lenôtre étend son réseau de boutiques à Paris en rachetant 9 points de vente à son concurrent Fauchon,.
En 2011, Accor vend Lenôtre à Sodexo.
En 2019, Lenôtre possède 11 points de vente.

## Identité visuelle (logotype)

Logo de Lenôtre jusqu'en 2019
Logo de Lenôtre depuis 2019